# Ocala
Ocala es una ciudad ubicada en el condado de Marion en el estado estadounidense de Florida. En el Censo de 2020 tenía una población de 63,591 habitantes y una densidad poblacional de 519.56 personas por km²

## Geografía
Ocala se encuentra ubicada en las coordenadas 29°10′49″N 82°8′56″O / 29.18028, -82.14889. Según la Oficina del Censo de los Estados Unidos, Ocala tiene una superficie total de 116.11 km², de la cual 116.11 km² corresponden a tierra firme y (0%) 0 km² es agua.

## Demografía
Según el censo de 2010, había 56.315 personas residiendo en Ocala. La densidad de población era de 485,03 hab./km². De los 56.315 habitantes, Ocala estaba compuesto por el 70.71% blancos, el 20.94% eran afroamericanos, el 0.33% eran amerindios, el 2.6% eran asiáticos, el 0.03% eran isleños del Pacífico, el 2.94% eran de otras razas y el 2.44% pertenecían a dos o más razas. Del total de la población el 11.69% eran hispanos o latinos de cualquier raza.